# Ісмаїл Зюльфюгарлі
Ісмаїл Омер огли Зюльфюгарлі (азерб. Zülfüqarlı İsmayıl Ömər oğlu, нар. 16 квітня 2001, Барда, Азербайджан) — азербайджанський футболіст, вінгер клубу «Нефтчі» (Баку).

## Клубна кар'єра
Ісмаїл Зюльфюгарлі народився у містечку Барда. Є вихованцем столичного клубу «Нефтчі», до складу якого приєднався у віці 11-ти років. Виступав за всі вікові категорії клубу, включаючи також дубль, що грає у Першому дивізіоні. Влітку 2019 року підписав з клубом професійний контракт, розрахований на п'ять років.
В липні 2019 року Ісмаїл дебютував в першій команді у матчах Ліги Європи проти молдовського клубу «Сперанца». У матчі відповіді 18 липня Зюльфюгарлі забив гол у ворота «Сперанца», який став дебютним для футболіста у складі «Нефтчі». Завдяки цьому голу Зюльфюгарлі увійшов в історію як наймолодший азербайджанський футболіст, що забивав у єврокубках.

## Збірна
Ісмаїл Зюльфюгарлі мє досвід виступів за юнацькі збірні Азербайджану.

## Досягнення
Нефтчі
 Срібний призер чемпіонату Азербайджану: 2019/20